# Alchemilla polychroma
Alchemilla polychroma é uma espécie de rosácea do gênero Alchemilla, pertencente à família Rosaceae.